# Будницьке сільське поселення
Бу́дницьке сільське́ посе́лення — муніципальне утворення в складі Велізького району Смоленської області, Росія. Адміністративний центр — присілок Будниця.
Населення — 595 осіб (2007).

## Склад
В склад поселення входять такі населені пункти — 28 присілків:
| Населений пункт | Населення, осіб (2007) |
| --------------- | ---------------------- |
| Бєлогузово      | 3                      |
| Бобури          | 5                      |
| Болошки         | 9                      |
| Будниця         | 193                    |
| Верхов'є        | 11                     |
| Верхнє Красне   | 41                     |
| Верхнє Ольгово  | 54                     |
| Городець        | 7                      |
| Дрозди          | 4                      |
| Дудіно          | 1                      |
| Замош'є         | 10                     |
| Кашено          | 26                     |
| Красний Луг     | 20                     |
| Козьє           | 14                     |
| Мамути          | 1                      |
| Марейниця       | 5                      |
| Михайленки      | 13                     |
| Нижнє Красне    | 10                     |
| Нижнє Ольгово   | 16                     |
| Нижнє Шерково   | 9                      |
| Орляки          | 3                      |
| Панфілово       | 15                     |
| Пушка           | 14                     |
| Синяки          | 3                      |
| Сухі Ляди       | 5                      |
| Тарасенки       | 6                      |
| Холми           | 66                     |
| Шумілово        | 41                     |

Нежилі населені пункти — Верхнє Шерково, Ісаченки, Краслевичі.
| Смоленська область | Це незавершена стаття про Смоленську область. Ви можете допомогти проєкту, виправивши або дописавши її. |